# Tatsunori Arai
Tatsunori Arai (japanisch 新居 辰基 Arai Tatsunori; * 22. Dezember 1983 in Hokkaido) ist ein ehemaliger japanischer Fußballspieler.

## Karriere
Arai erlernte das Fußballspielen in der Jugendmannschaft von Consadole Sapporo. Seinen ersten Vertrag unterschrieb er 2002 bei den Consadole Sapporo. Der Verein spielte in der höchsten Liga des Landes, der J1 League. Am Ende der Saison 2002 stieg der Verein in die J2 League ab. Für den Verein absolvierte er 67 Ligaspiele. 2004 wechselte er zu Shizuoka FC. 2005 wechselte er zum Zweitligisten Sagan Tosu. Für den Verein absolvierte er 75 Ligaspiele. 2007 wechselte er zum Erstligisten JEF United Chiba. Für den Verein absolvierte er 72 Erstligaspiele. 2010 wechselte er zum Ligakonkurrenten Shonan Bellmare. Für den Verein absolvierte er 17 Erstligaspiele. 2011 wechselte er zum Zweitligisten Sagan Tosu. Für den Verein absolvierte er 12 Ligaspiele. Ende 2011 beendete er seine Karriere als Fußballspieler.